# Уненга

Уненга — река в России, протекает в Харовском районе Вологодской области. Устье реки находится в 20 км по правому берегу реки Сить. Длина реки составляет 12 км.
Исток Уненги расположен в лесах в 17 км к северо-западу от Харовска. Всё течение реки проходит по ненаселённому лесному массиву, генеральное направление течения — сначала север, затем восток. Уненга впадает в Сить чуть ниже деревни Стрелица (Сельское поселение Кубенское).

## Данные водного реестра
По данным государственного водного реестра России относится к Двинско-Печорскому бассейновому округу, водохозяйственный участок реки — озеро Кубенское и реки Сухона от истока до Кубенского гидроузла, речной подбассейн реки — Сухона. Речной бассейн реки — Северная Двина.
По данным геоинформационной системы водохозяйственного районирования территории РФ, подготовленной Федеральным агентством водных ресурсов:
- Код водного объекта в государственном водном реестре — 03020100112103000006099
- Код по гидрологической изученности (ГИ) — 103000609
- Код бассейна — 03.02.01.001
- Номер тома по ГИ — 03
- Выпуск по ГИ — 0